# Rita Indiana Hernández
Rita Indiana Hernández   (Santo Domingo, 11 de juny de 1977) és una artista dominicana. Formada en un col·legi catòlic, ingressa a la Universitat per estudiar Història de l'Art; carrera que abandonarà juntament amb l'Escola de Disseny per començar a escriure la seva primera novel·la La Estrategia de Chochueca, 2000.
Després d'experimentar amb la performance art, alterna diverses feines que van des de la creació publicitària, a fer de cangur o rentar roba en un hotel, al mateix temps que produeix el disc Altar Espandex, amb el duet Miti Miti, una barreja entre naïf, electro, merengue i gagà, catalogat pel NY Daily News com un dels top 5 de la música indie del 2008.
Després d'escriure els llibres de contes Rumiantes (1998) i Ciencia succión (2002), el 2009 forma Rita Indiana y los misterios, projecte amb el qual aconsegueix fusionar els seus interessos de sempre: l'art conceptual, la música popular, les tradicions màgic-religioses afrocaribenyes, la crítica social... El projecte fou ràpidament conegut a través de youtube, facebook, etc i va convertir a la cantant en una autèntica celebritat a la República Dominicana, estenent-se a Puerto Rico i les Antilles en general. A finals de 2010 es publica El Juidero el primer disc de la formació, de la mà de Premium Latin Music.